# Motore Poissy
Il motore Poissy è stato un motore a scoppio progettato dall'ingegnere Georges Martin, prodotto dal 1961 al 1969 dalla Casa automobilistica francese SIMCA, e fino al 1978 dal Gruppo Chrysler Europe che nel frattempo aveva rilevato la totalità della Casa di Poissy.

## Storia e caratteristiche

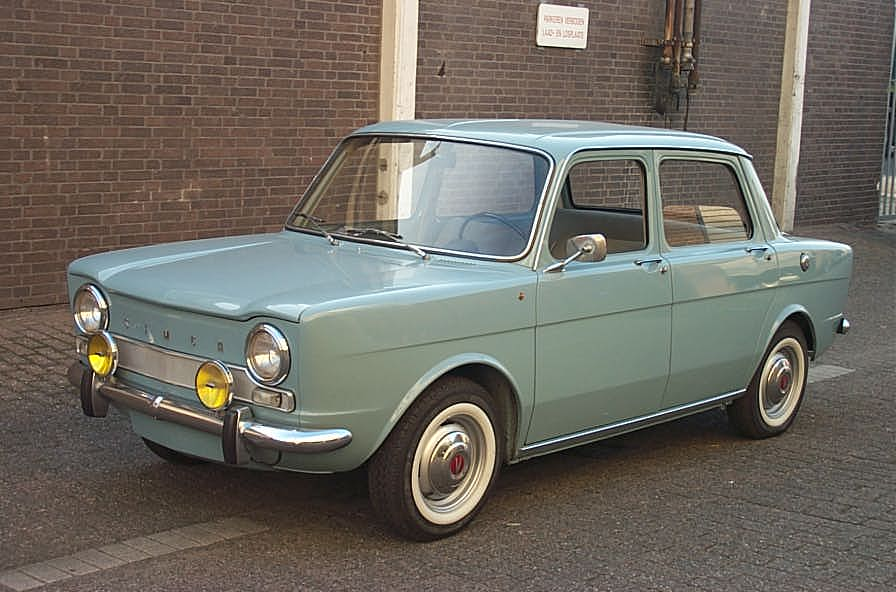
La Simca 1000 è stata la prima vettura a montare il motore Poissy, nonché il principale esempio di applicazione di tale motore

L'origine del motore Poissy risale alla fine degli anni cinquanta, quando i vertici della Casa di Nanterre si resero conto che se il marchio voleva essere ancora competitivo, avrebbe dovuto ampliare la gamma dei suoi modelli verso il basso. A dire il vero c'era già una vettura di tipo economico, ossia la Aronde 6, equipaggiata da un 1.1 in luogo del tradizionale 1.3, ma si trattava per l'appunto di una versione economica di una berlina di fascia media. Invece ciò che i vertici Simca volevano era una vera vettura dalle caratteristiche cittadine, ma che potesse dire la sua anche come vettura di fascia medio-bassa. Ma, oltre a tale vettura, ci volevano anche dei nuovi propulsori più moderni di quelli utilizzati fino a quel momento.
Questo propulsore condivideva alcune soluzioni con il motore della Fiat 600, poiché la Simca, fin dalla sua nascita, ha sempre potuto attingere dal know-how della Casa torinese, visto che è nata come succursale francese della Fiat stessa. Tra queste soluzioni va senz'altro citato il radiatore spostato su un lato, come nella popolare vettura italiana nata nel 1955.

Il motore Poissy era un'unità da poco meno di un litro, che sarebbe stato montato sulla Simca 1000 e che avrebbe costituito la base sulla quale sarebbero nati molti altri motori, tra cui il motore 354, il motore 351 ed il motore 371.
Il motore Poissy era caratterizzato come segue:
- architettura a 4 cilindri in linea;
- basamento in ghisa;
- testata in lega di alluminio, a due valvole per cilindro e con configurazione di tipo cross-flow;
- alesaggio e corsa: 68x65 mm;
- cilindrata: 944 ³;
- distribuzione ad un albero a camme laterale comandato a catena e con valvole in testa;
- albero a gomiti in acciaio forgiato e con 5 supporti di banco.

Va inoltre aggiunto che il motore Poissy ha introdotto, per la prima volta nella storia della Simca, dei condotti di aspirazione appositamente studiati per creare una turbolenza in grado di contribuire ad una efficace frammentazione delle goccioline di carburante all'interno della miscela aria/benzina che entra nelle camere di scoppio..

### Successive evoluzioni
Il motore Poissy è stato il capostipite di intere altre famiglie di motori Simca, tutte imparentate con la famiglia 315 stessa: esso stesso è stato in seguito oggetto di alcune rivisitazioni ed evoluzioni: per esempio, pur essendo nato per essere montato in posizione longitudinale all'interno del cofano motore della Simca 1000, il motore 315 è stato in seguito riprogettato per esse montato anche in posizione trasversale. In questa sua nuova variante, ha visto invece come principale applicazione la Simca 1100 nelle sue versioni di base introdotte a partire dal 1968, ed è stato ricodificato come Type 352. Ma quasi contemporaneamente anche l'unità originaria è stata ricodificata come Type 349, per cui il motore 315 in sé e per sé è stato prodotto fino al 1969, ma in seguito ha continuato ad esistere sotto un altro nome. 

A partire dal 1973, poi, si ebbe un altro cambiamento nella codifica dei motori: nel caso dei motori 349 (longitudinale) e 352 (trasversale), essi passarono rispettivamente alle sigle 1D1 e 3D1.

Il motore 1D1 continuò ad essere prodotto fino al 1978, anno in cui la Simca 1000 uscì di produzione.

### Riepilogo caratteristiche
Di seguito vengono ripielogate le caratteristiche e le applicazioni del motore 315 e delle sue successive evoluzioni di identica cilindrata:
| Variante   | Disposizione  | Rapporto di compressione | Potenza CV/rpm | Coppia Nm/rpm | Applicazioni             | Anni di produzione |
| ---------- | ------------- | ------------------------ | -------------- | ------------- | ------------------------ | ------------------ |
| Type 315   | Longitudinale | 7.8                      | 34/4800        | 64/3400       | Simca 1000               | 1961-66            |
| Type 315   | Longitudinale | 8.2                      | 39/5200        | 59/3500       | Simca 1000 L/LS/GL/GLS   | 1963-68            |
| Type 349   | Longitudinale | 8.2                      | 40/5600        | 65/3400       | Simca 1000 L/LS          | 1968-69            |
| Type 349 S | Longitudinale | -                        | 42/5600        | 67/3300       | Simca 1000 GL/GLS        | 1968-69            |
| Type 349 S | Longitudinale | -                        | 44/6000        | 63/2200       | Simca 1000 LS/GLS        | 1970-73            |
| 1D1        | Longitudinale | 9.4                      | 40/5800        | 64/2200       | Simca 1005 LS            | 1976-78            |
| 1D1        | Longitudinale | 9.4                      | 44/6000        | 63/2200       | Simca 1000 GLS           | 1973-76            |
| 1D1        | Longitudinale | 9.4                      | 44/6000        | 63/2200       | Simca 1000 GLE/GLS/Extra | 1975-76            |
| Type 352   | Trasversale   | 9.5                      | 45/5600        | 62.3/3300     | Simca 1100 LS 5CV        | 1968-69            |
| Type 352   | Trasversale   | 9.5                      | 48/5600        | 66/3200       | Simca 1100 LS (5CV)      | 1969-73            |
| 3D1        | Trasversale   | 9.5                      | 47/6000        | 67/3000       | Simca 1100 LE (5CV)      | 1975-76            |
| 3D1        | Trasversale   | 9.5                      | 48/6400        | 66/4000       | Simca 1100 LS 5CV / GLE  | 1974-75            |

### L'eredità del motore315
Il motoe Type 315 ha lasciato la sua eredità tecnica ad una successiva progenie di motori arrivati fino al 1991 grazie alla Simca stessa ed al Gruppo PSA, il quale ha rilevato nel 1978 il marchio di Poissy. Tali motori, di cilindrate superiori ed inferiori, non erano, quindi, solo delle varianti sul tema del quadricilindrico da 944 cm³, bensì motori che, partendo da tale base, si sono estesi sia ancora più in basso (con l'introduzione di una variante da 777 cm³), sia soprattutto più in alto con versioni fino ad 1.6 litri di cubatura atte ad essere montate su vetture di classe ben diversa da quella della umile 1000.

#### Versioni da 0.8 litri
Sono esistite due versioni da 0.8 litri derivate dal motore 315: una di queste è stata quella con cui la Simca 1000 è stata introdotta a partire dal 1964 nel mercato spagnolo. Non venne utilizzato come base della gamma la versione con motore da 944 cm³ poiché le vetture sopra i 900 cm³ di cilindrata rientravano in una categoria di tassazione più costosa. Questo motore, della cilindrata di 844 cm³, è stato proposto in due livelli di potenza, 38 e 43 CV. In Spagna, le Simca 1000 dotate di tale motore sono state prodotte fino al 1978.

La seconda versione da 0.8 litri è stata quella nota con la sigla 359, ed è stata montata sulla Sim'4, variante economica della 1000.

#### Versione da 1.1 litri (o3E1)
Il motore 315 da 1.1 litri è comunemente noto con le sigle 350 e 351, e nasce da una rialesatura dell'unità da 1 litro: l'alesaggio dei cilindri è stato infatti portato da 68 a 74 mm, per una cilindrata totale di 1118 cm³. Come nell'unità da 1 litro, anche qui l'alimentazione era a carburatore monocorpo. L'unità Simca da 1.1 litri della famiglia 315 era nota anche con la sigla 3E1 (ma dopo l'assorbimento della Simca da parte del Gruppo PSA, presso quest'ultimo il motore venne indicato con la sigla E1A).

#### Versione da 1.2 litri
Questo motore, della cilindrata di 1204 cm³, è stato montato anche sulla sportiva di Casa degli anni sessanta, la Simca 1200 S, oltre che su alcune versioni della 1100.

#### Versione da 1.3 litri
Introdotta nel 1971, questa nuova versione nasce dalla rialesatura dei cilindri del motore 3E1 da 1.1 litri. Il diametro dei cilindri è stato infatti portato da 74 a 76.7 mm, mentre la corsa è rimasta invariata a 70 mm. La cilindrata totale crebbe così fino a 1294 cm³.

#### Versione da 1.4 litri (o 6Y)

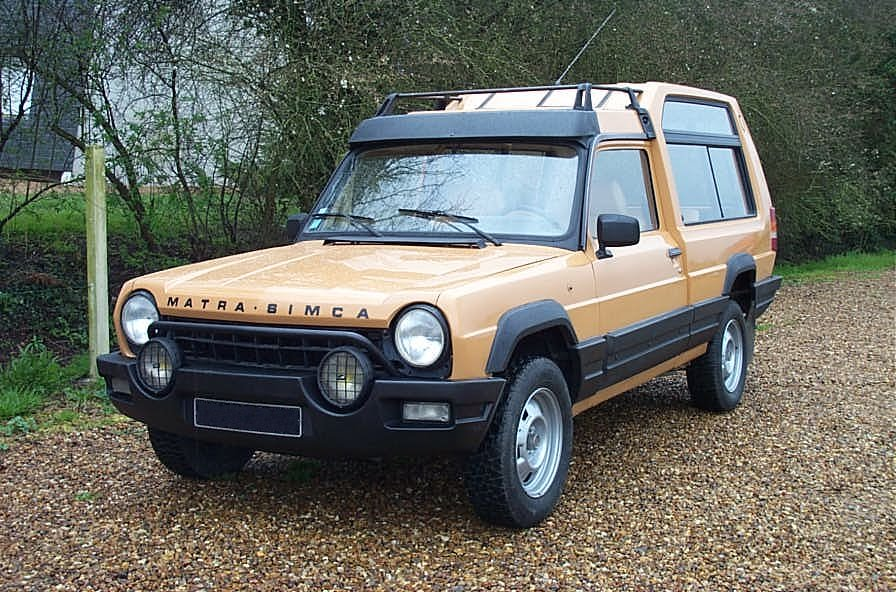
Le Matra-Simca Rancho montavano unicamente motori 6Y2

Questa nuova versione è stata introdotta nel 1975 con il lancio della Simca 1307. È una versione a corsa allungata del 1.3 6G, ma a differenza di quest'ultimo non ha mai conosciuto un impiego agonistico. È stato infatti utilizzato su modelli Simca e Talbot di fascia media. In questo motore l'alesaggio è stato mantenuto a 76.7 mm, mentre la corsa è stata portata da 70 a 78 mm, con la cilindrata totale che sale da 1294 a 1442 cm³.

#### Versione da 1.6 litri (o 6J2)
Con la sigla 6J2 si intende la versione di punta dei motori derivati dalla famiglia 315. Tale versione è stata anche l'ultima ad essere lanciata, poiché ha esordito nel 1979. Il motore nasce da una rialesatura dell'unità da 1.4 litri vista poco sopra, il cui alesaggio è stato fatto passare da 76.7 ad 80.6 mm, per una cilindrata complessiva di 1592 cm³.